# ليو ارنو
ليو ارنو (بالإنجليزية: Leo Arnaud)‏ هو عازف ساكسفون وملحن أمريكي، ولد في 24 يوليو 1904 في ليون في فرنسا، وتوفي في 26 أبريل 1991 في كارولاينا الشمالية في الولايات المتحدة.

## وصلات خارجية
- ليو ارنو على موقع IMDb (الإنجليزية)
- ليو ارنو على موقع ميوزك برينز (الإنجليزية)
- ليو ارنو على موقع أول ميوزيك (الإنجليزية)
- ليو ارنو على موقع ديسكوغز (الإنجليزية)
- ليو ارنو على موقع قاعدة بيانات الفيلم (الإنجليزية)